# Cykliczny kod nadmiarowy
Cykliczny kod nadmiarowy, cykliczna kontrola nadmiarowa (ang. Cyclic Redundancy Code, Cyclic Redundancy Check, CRC) – system sum kontrolnych wykorzystywany do wykrywania przypadkowych błędów pojawiających się podczas przesyłania lub magazynowania danych binarnych.

## Obliczanie
n-bitowy cykliczny kod nadmiarowy (n-bitowy CRC) definiuje się jako resztę z dzielenia ciągu danych przez (n+1)-bitowy dzielnik CRC, zwany również wielomianem CRC.
Przykładowe założenia
n = 3.
(n+1)-bitowy dzielnik w postaci liczby 1011.
14-bitowy ciąg danych: 11010011101110.
Algorytm postępowania w celu obliczenia 3-bitowego CRC jest następujący:
1. do ciągu danych dodaje się 3 wyzerowane bity,
2. w linii poniżej wpisuje się 4-bitowy dzielnik CRC,
3. jeżeli nad najstarszą pozycją dzielnika jest wartość 0, to przesuwa się dzielnik w prawo o jedną pozycję aż do napotkania 1,
4. wykonuje się operację XOR pomiędzy bitami dzielnika i odpowiednimi bitami ciągu danych, uwzględniając dopisane 3 bity
5. wynik zapisuje się w nowej linii – poniżej,
6. jeżeli liczba bitów danych jest większa lub równa 4, przechodzi się do kroku 2,
7. 3 najmłodsze bity stanowią szukane CRC, czyli cykliczny kod nadmiarowy:

```
11010011101110 000 <--- 14 bitów danych + 3 wyzerowane bity
1011               <--- 4-bitowy dzielnik CRC
01100011101110 000 <--- wynik operacji XOR
 1011
00111011101110 000
  1011
00010111101110 000
   1011
00000001101110 000
       1011
00000000110110 000
        1011
00000000011010 000
         1011
00000000001100 000
          1011
00000000000111 000 
           101 1
00000000000010 100
            10 11 
------------------
00000000000000 010 <--- CRC

```

Po stronie odbiorczej wykonywane jest sprawdzenie poprawności otrzymanych danych, przy wykorzystaniu, utworzonego po stronie nadawczej, kodu nadmiarowego CRC. Jeżeli w przesłanych danych nie ma przekłamań, to po wykonaniu powyższej procedury reszta z dzielenia przez dany dzielnik CRC wynosi 0:
```
11010011101110 010 <--- przesłany bez przekłamań ciąg 14 bitów danych + CRC
1011               <--- ustalony uprzednio, 4-bitowy dzielnik
01100011101110 010 <--- wynik operacji XOR
 1011
00111011101110 010
  1011
00010111101110 010
   1011
00000001101110 010
       1011
00000000110110 010
        1011
00000000011010 010
         1011
00000000001100 010
          1011
00000000000111 010 
           101 1
00000000000010 110
            10 11 
------------------
00000000000000 000 <--- wynik operacji równy 0 oznacza poprawną transmisję

```

## Zastosowanie
Metoda ta jest szeroko wykorzystywana do wykrywania błędów przypadkowych, powstających np. podczas transmisji danych cyfrowych przez łącza telekomunikacyjne. Nie nadaje się jednak do ochrony integralności danych w zastosowaniach kryptograficznych, ponieważ CRC nie chroni przed celowym sfałszowaniem, tzn. można tak  zmodyfikować przesyłany ciąg bitów, aby dawał on poprawny wynik, mimo kontroli CRC. Jest to jednak algorytm wykrywania błędów lepszy od prostej sumy kontrolnej, gdzie wiele jednoczesnych błędów może nie zmienić jej wartości.
W rzeczywistych realizacjach CRC wykorzystuje się najczęściej dzielnik CRC o długości 17 lub 33 bity, co daje odpowiednio: 16-bitowy lub 32-bitowy cykliczny kod nadmiarowy. CRC jest szeroko wykorzystywany w technice komputerowej, np. dodawany jest do danych każdego sektora dysku lub pakietu telekomunikacyjnego cyfrowej sieci telekomunikacyjnej, w celu ciągłego sprawdzania integralności danych.